# جيمس دبليو. فولكنير
جيمس دبليو. فولكنير (بالإنجليزية: James W. Faulkner)‏ هو صحفي أمريكي، ولد في 1 أبريل 1863 في سينسيناتي في الولايات المتحدة، وتوفي في 5 مايو 1923 في نيويورك في الولايات المتحدة.